# Rinat Dasajew
Rinat Fajzrachmanowicz Dasajew, ros. Ринат Файзрахманович Дасаев, tat. Rinat Fəyzeraxman uğlı Dasayev (ur. 13 czerwca 1957 w Astrachaniu, ZSRR) – tatarski piłkarz z obywatelstwem radzieckim, a po 1991 rosyjskim, grający na pozycji bramkarza, wielokrotny reprezentant Związku Radzieckiego, Wicemistrz Europy w 1988, brązowy medalista Igrzysk Olimpijskich w Moskwie w 1980, uczestnik 3 turniejów o Mistrzostwo Świata (1982, 1986, 1990), uznawany za jednego z najlepszych bramkarzy w historii futbolu.

## Kariera piłkarska

### Kariera klubowa
Grę w piłkę rozpoczął w rodzinnym Astrachaniu. Jego pierwszym zespołem był miejscowy Wołgar. W 1975 trafił do pierwszego składu drużyny Wołgara, występującej wówczas w radzieckiej drugiej lidze (trzeciej klasie rozgrywkowej). W 1977 został polecony Konstantinowi Bieskowowi, szkoleniowcowi Spartaka Moskwa, który po sezonie spędzonym na zapleczu ekstraklasy powrócił do elitarnej Wyższej Ligi. W kolejnym sezonie Dasajew, już jako zawodnik Spartaka, zadebiutował w radzieckiej ekstraklasie. Miało to miejsce 23 maja 1978 w wyjazdowym meczu z Zorią Woroszyłowgrad, w którym zachował czyste konto. Po wygraniu rywalizacji o miejsce w bramce z Aleksandrem Prochorowem stał się jednym z najważniejszych zawodników moskiewskiego klubu. W sezonie 1979 przyczynił się do zdobycia pierwszego w swojej karierze Mistrzostwa ZSRR. Po raz drugi zdobył ten tytuł w 1987. Rok później opuścił Spartak i wyjechał do hiszpańskiej Sewilli. W Spartaku łącznie rozegrał 335 meczów, w Sewilli zaś 59. W 1991, w wieku 34 lat zakończył karierę jako zawodnik Sevilla FC

### Kariera reprezentacyjna
Latem 1979 trenerowi Spartaka Bieskowowi powierzono funkcję selekcjonera radzieckiej reprezentacji. Nowy selekcjoner dał swojemu podopiecznemu Dasajewowi szansę debiutu w drużynie ZSRR. 5 września 1979 w meczu z NRD Dasajew rozegrał premierowe spotkanie w barwach Sbornej. Także i w tej drużynie wkrótce stał się jednym z kluczowych piłkarzy. W 1980 zdobył brązowy medal Igrzysk Olimpijskich w Moskwie, zaś dwa lata później wystąpił w mistrzostwach świata w Hiszpanii. Mimo rosnącej konkurencji (m.in. ze strony braci Wiktora i Wiaczesława Czanowów) pozostawał przez długi czas pierwszym bramkarzem reprezentacji. Wziął udział w mundialu 1986, a dwa lata później osiągnął swój największy międzynarodowy sukces zdobywając Wicemistrzostwo Europy na turnieju w RFN. Pod koniec lat 80. coraz częściej tracił miejsce w bramce na rzecz mniej doświadczonych konkurentów (m.in. Wiktora Czanowa, Dmitrija Charina i Aleksandra Uwarowa). Pojechał na mundial 1990, jednak po pierwszym, przegranym 0:2 meczu z Rumunią stracił miejsce na rzecz Uwarowa. Był to jego ostatni występ w drużynie ZSRR. Łącznie rozegrał w niej 91 meczów.

## Kariera trenerska
Po rozstaniu z wyczynowym uprawianiem sportu pozostał przy futbolu jako trener i działacz. Zajął się m.in. organizowaniem turniejów juniorskich i halowych. Założył akademię piłkarską dla młodych zawodników. Brał udział w pokazowych meczach oldboy'ów. Jako szkoleniowiec zajmował się m.in. treningiem bramkarzy Sevilli FC (1993-95), rezerw lub akademii Spartaka Moskwa (1998-99, 2013-17, 2017-18, od 2019), reprezentacji Rosji (2003-05) i Torpedo Moskwa (2007-08, 2012, 2012-13). W 2013 był też krótko dyrektorem działu piłki zawodowej i skautingu w Akademii Spartaka. Obecnie pracuje jako trener bramkarzy w tejże akademii.

## Sukcesy i odznaczenia
Przez większą część kariery cieszył się uznaniem w kraju i za granicą. Magazyn Ogoniok 6-krotnie przyznawał mu nagrodę dla najlepszego bramkarza ZSRR (1980, 1982, 1983, 1985, 1987, 1988). W 1982 otrzymał nagrodę dla najlepszego radzieckiego piłkarza przyznaną przez tygodnik Futboł, zaś w 1988 został przez międzynarodową federację statystyków IFFHS nagrodzony jako najlepszy ich zdaniem bramkarz świata. W 1987 na osobiste zaproszenie Michela Platiniego wystąpił w jego pożegnalnym meczu. Występował również w meczach pokazowych (m.in. w reprezentacji świata FIFA). Także po zakończeniu kariery zawodniczej był wielokrotnie nagradzany i honorowany. W 2004 został uznany przez Pelégo za jednego z 125 najlepszych żyjących piłkarzy i umieszczony na liście FIFA 100.

### Odznaczenia
- tytuł Mistrza Sportu ZSRR: 1978
- tytuł Mistrza Sportu Klasy Międzynarodowej: 1979
- tytuł Zasłużonego Mistrza Sportu ZSRR: 1988